# S1000
S1000 — малая неатомная подводная лодка. Совместная разработка Италии и России.
Разработка проекта началась в 2004 году по техническому заданию и при финансировании Военно-морских сил Италии. Первый этап работ был завершен в феврале 2005 года; в мае 2006 года был выполнен второй этап программы, а вся работа по разработке концепции новой НАПЛ завершена в первой половине 2007 года.
После завершения концептуального проектирования лодки S1000 командование ВМС Италии примет решение о дальнейшей судьбе этого проекта.
Концептуальное проектирование осуществлялось специалистами Центрального конструкторского бюро морской техники «Рубин» из Санкт-Петербурга и было завершено в 2008 году.
Производство подлодок будет налажено на судостроительных заводах Fincantieri.
Планируется, что на вооружении S1000 будут итальянские универсальные телеуправляемые торпеды «Блек Шарк» и крылатые ракеты с подводным стартом российского комплекса «Club-S», способные уничтожать морские и наземные цели на большой дальности
В июле 2014 года разработка была приостановлена на неопределённый срок.

## Характеристики
|                                           | Характеристики |
| ----------------------------------------- | -------------- |
| Длина                                     | 56,2 метров    |
| Внешний диаметр прочного корпуса          | 5,5 метров     |
| Подводная скорость                        | 14 узлов       |
| Глубина погружения                        | 250 метров     |
| Надводное водоизмещение                   | 1050 тонн      |
| Экипаж                                    | 16 чел.        |
| Бойцы из состава сил специальных операций | до 6 чел.      |